# Svartvit pygméfalk
Svartvit pygméfalk (Microhierax melanoleucos) är en asiatisk fågel i familjen falkar.

## Utseende
Svartvit pygméfalk är en mycket liten (15–19 cm i längd, 33–37 cm i vingspann) falk, men ändå störst i släktet Microhierax, med spetsiga vingar och rätt lång, tvärt avskuren stjärt. Ansiktet är vitt med en tydlig svart ögonmask som sträcker sig till örontäckarna. Näbben är gul. Ovansidan, inklusive hjässan, är helsvart, med vita vingband på handpennorna. Stjärten har svart ovansida, undertill svart med vita band. Könen är lika.

## Utbredning och systematik
Fågeln förekommer i skogar från nordöstra Indien till södra Kina och norra Indokina. Den behandlas som monotypisk, det vill säga att den inte delas in i några underarter.

## Status
Svartvit pygméfalk har ett stort utbredningsområde, men världspopulationen är relativt liten, bestående av uppskattningsvis mellan 670 och 6700 vuxna individer. Internationella naturvårdsunionen IUCN bedömer dock att populationen är stabil och behandlar den inte som hotad. Den placeras i hotkategorin livskraftig.